# غلام حسين مظفري
غُلام حسين مُظَفّری (بالفارسية: غلام‌حسین مظفری) سياسي مستقل إيراني. کان محافظ نيسابور من عام 1998 حتی 2000 ونائب نيسابور من 2002 حتی 2008 في مجلس الشورى الإسلامي.